# Lysica
Lysica (em húngaro: Trencsénladány) é um município da Eslováquia, situado no distrito de Žilina, na região de Žilina. Tem 15,53 km² de área e sua população em 2018 foi estimada em 850 habitantes.

## Demografia
| Ano:        | 1994 | 2004   | 2014   | 2024   |
| ----------- | ---- | ------ | ------ | ------ |
| Broj ljudi: | 912  | 859    | 835    | 901    |
| Razlika:    |      | -5,81% | -2,79% | +7,90% |

| Ano:               | 2023 | 2024   |
| ------------------ | ---- | ------ |
| Número de pessoas: | 893  | 901    |
| Diferença:         |      | +0,89% |